# Don Pedro Island
Don Pedro Island – wyspa barierowa położona w hrabstwie Charlotte na Florydzie. W północnej części wyspy znajduje się park stanowy Don Pedro Island State Park.